# Cervon
Cervon ist eine französische Gemeinde mit 594 Einwohnern (Stand: 1. Januar 2022) im Département Nièvre in der Region Bourgogne-Franche-Comté. Sie gehört zum Arrondissement Clamecy und zum Kanton Corbigny.

## Geographie
Cervon liegt etwa 60 Kilometer südlich von Auxerre. Durch die Gemeinde fließt der Anguison, ein Nebenfluss der Yonne, die die Gemeinde im Südwesten begrenzt. Umgeben wird Cervon von den Nachbargemeinden von Magny-Lormes im Norden, Lormes im Nordosten, Vauclaix im Osten, Montreuillon im Süden und Südosten, Mouron-sur-Yonne im Süden, Sardy-lès-Épiry im Südwesten sowie Corbigny im Westen.

## Geschichte und Bevölkerungsentwicklung
Zwischen 500 und 589 soll hier ein Kloster gegründet worden sein (Prinz, Klostergründungen ... XII, A2). 843 legt der Bischof von Autun dem in seiner Pfalz Attigny weilenden westfränkischen König Karl dem Kahlen Urkunden Kaiser Ludwigs des Frommen vor, in denen ein Kloster in "Cerviduno" genannt wird (Regesta Imperii I,2,1,366).
| Jahr                       | 1962 | 1968 | 1975 | 1982 | 1990 | 1999 | 2006 | 2012 |
| Einwohner                  | 862  | 836  | 718  | 683  | 629  | 661  | 608  | 601  |
| Quellen: Cassini und INSEE |      |      |      |      |      |      |      |      |

## Sehenswürdigkeiten
- Abtei Saint-Eptade, Benediktinerkloster aus dem 11. Jahrhundert, Portal seit 1908 Monument historique
- romanische Kirche Saint-Barthélémy, Portal aus dem 15. Jahrhundert, Monument historique seit 1908
- Kapelle Notre-Dame in Marcilly aus dem 16. Jahrhundert
- Schloss Marcilly, 1455 am Yonneufer errichtet, seit 1996 Monument historique
- Ruinen von Certaines, Paimpoirier und Tressolles
- Schloss Le Pontot
- Schloss Lantilly, anstelle einer gallorömischen Villa errichtet, seit 1985 Monument historique
- Schloss Cuzy aus dem 17. Jahrhundert
- zahlreiche Herrenhäuser
- Mühlen von Certaines (Reste) und Précy

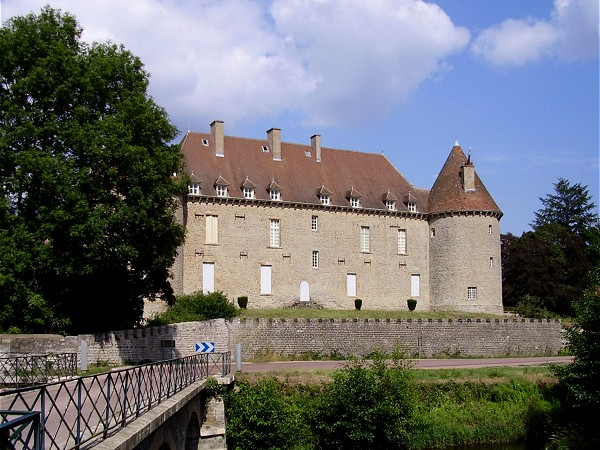
Schloss Marcilly
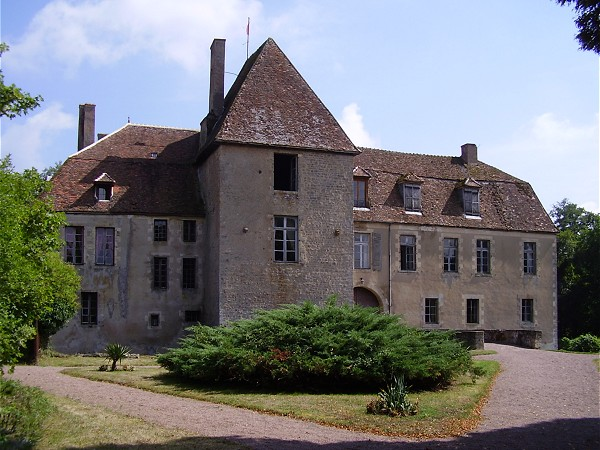
Schloss Lantilly

## Persönlichkeiten
- Franc-Nohain (eigentlich Maurice Étienne Legrand, 1872–1934), Schriftsteller

## Gemeindepartnerschaften
Mit der deutschen Gemeinde Kobern-Gondorf in Rheinland-Pfalz besteht seit 1979 eine Partnerschaft.